# Linzer Lokalbahn
De Linzer Lokalbahn (afgekort: LILO) is een lokaalspoorweg van Stern und Hafferl in de regio Linz. Het is een van de drie regio's waar Stern und Hafferl rijdt, maar er is geen Stern und Hafferl verbinding tussen die drie regio's. De normaalspoorlijn is ruim 58 kilometer lang, met 750 volt spanning en werd geopend in 1912.

## Historie
De Linzer Lokalbahn bestaat in feite uit een hoofdlijn Linz - Eferdingen - Waizenkirchen - Niederspaching - Neumarkt Kalham en één korte zijlijn Niederspachung - Peuerbach. De totstandkoming van beide was zeer moeizaam en ingewikkeld. Door dwarsliggende gemeenten buiten het traject duurde het tot 1908 voor het eerste deel (Neumarkt - Waizenkirchen - Peuerbach) in gebruik kon worden genomen, maar dat was nog niet onder de huidige naam. 

### De oorspronkelijke lijn
In 1912 werd de lijn naar Linz geopend, de Linzer Lokalbahn. Maar pas in 1998 werd dat eerste deel officieel opgenomen in de Linzer Lokalbahn, hoewel Stern und Hafferl steeds de exploitant was.

### Het "tijdelijke" station
In Linz werd in 1912 op gehuurde ÖBB-grond een "tijdelijk" lokalbahnhof geopend. Ondanks eerdere plannen duurde het tot 2005 voordat de Linzer Lokalbahn dit station kon verlaten en werd geïntegreerd in het vernieuwde ÖBB-station.

### Na 2018
In Eferding was overstappen mogelijk op de niet-elektische ÖBB lokaallijn Haiding - Ashach, maar sinds 2019 rijden er geen passagierstreinen meer op die lijn. 
Maar net als rond 1930 ziet Stern und Hafferl nu de kans om zijn gebied weer uit te breiden. 
Want tegen 2030 moet de Linzer Lokalbahn uitgebreid worden met het traject Eferding - Ashach. En dus wordt dat ook geëlectrificeerd, net zoals met andere lijnen rond 1930 gebeurde.  Dat betekent dus dat de Linzer Lokalbahn dan twee zijtakken heeft.

## Dienstuitvoering
De dienstregeling voorziet in treinen tussen Linz en Eferding, maar ook Linz - Neumarkt-Kalham en Linz - Peuerbach. Daarnaast is er soms een rit Neumarkt - Peuerbach of andersom, waarbij de trein altijd "achteruit" moet in station Niederspaching.

## Materieel
Sinds 2001 rijden er ook moderne treinen, van Stadler. In de decennia daarvoor werd er zoals gebruikelijk bij Stern und Hafferl met "hoogbejaarde" en / of 2e hands treinen gereden.
Op het korte traject Niederspaching - Peuerbach worden soms nog motorwagens uit 1951 ingezet; die zijn niet 2e hands. Te Eferding wordt 4e hands(!) locomotief E 22 005 nog steeds gebruikt om te rangeren; in 2025 is deze 110 jaar oud.

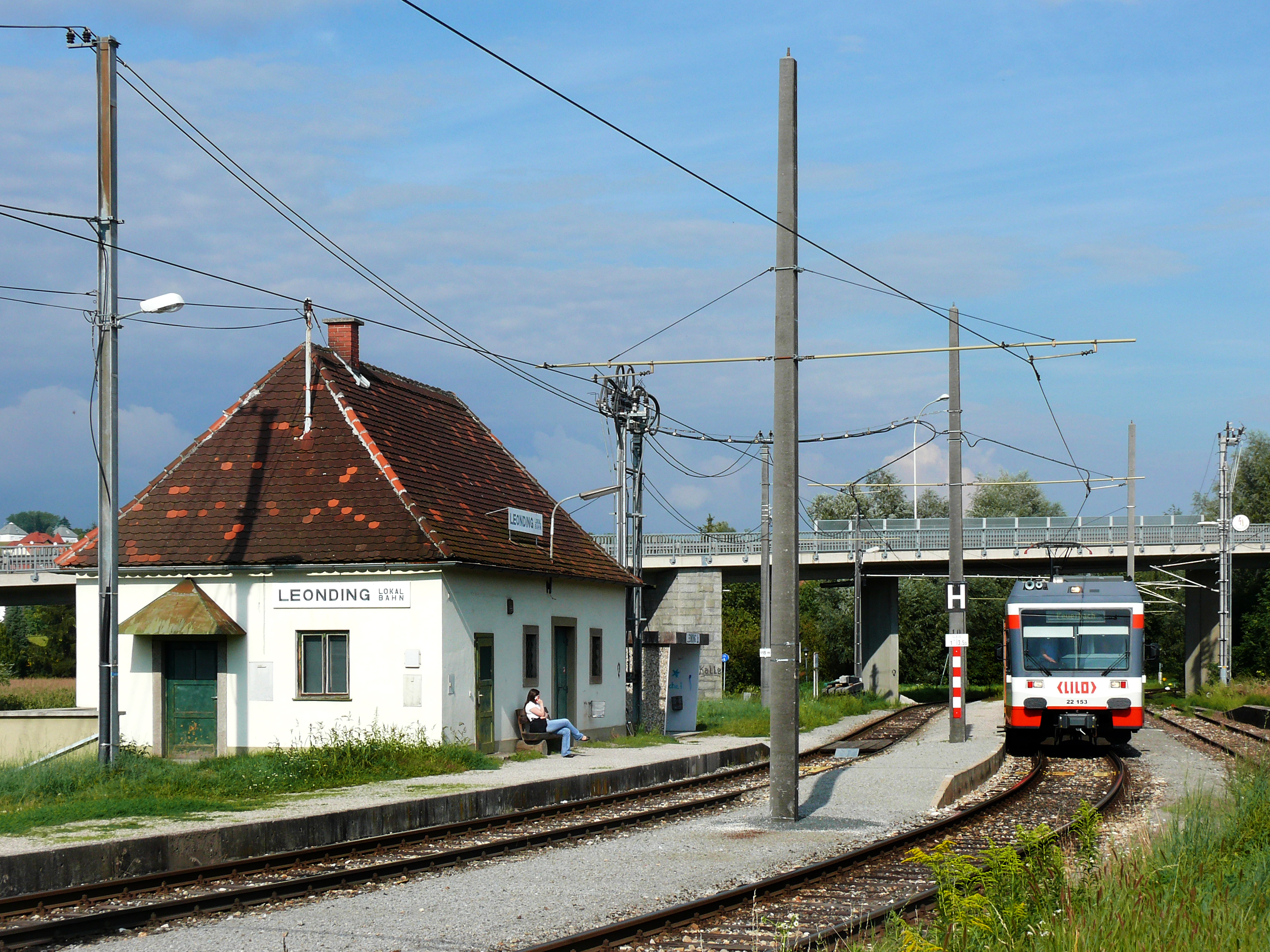
Leonding
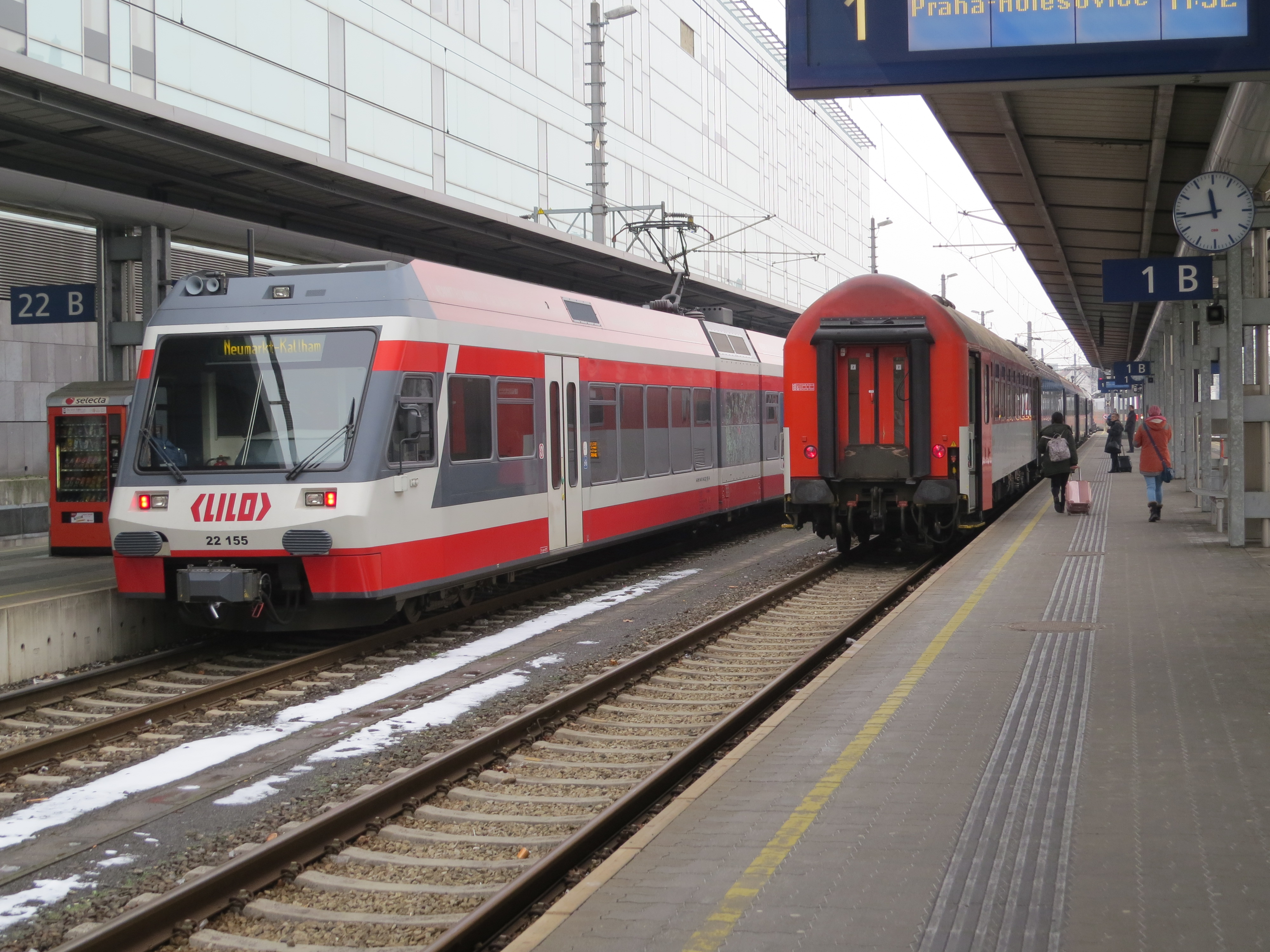
Linz hoofdstation
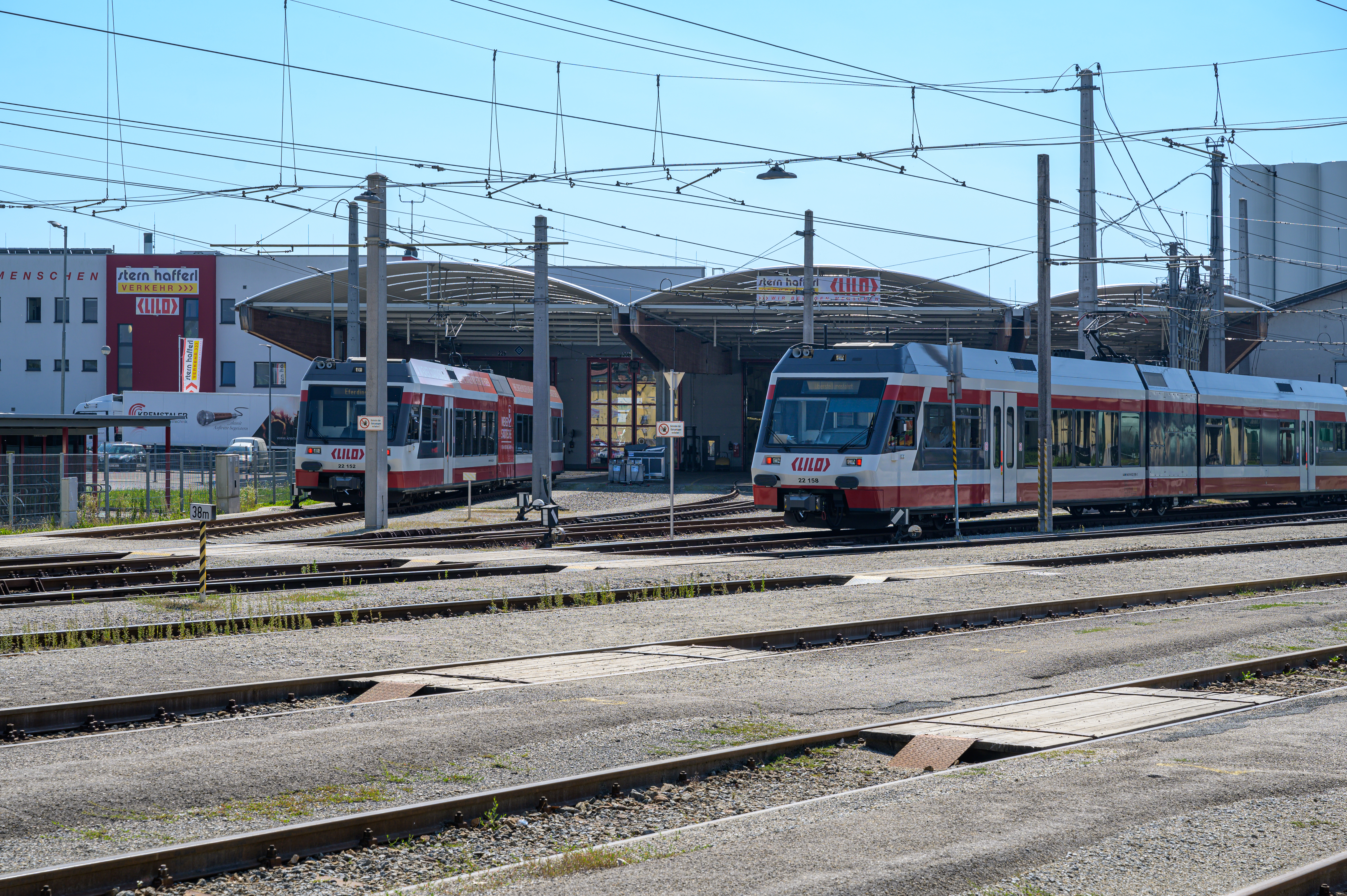
Eferding
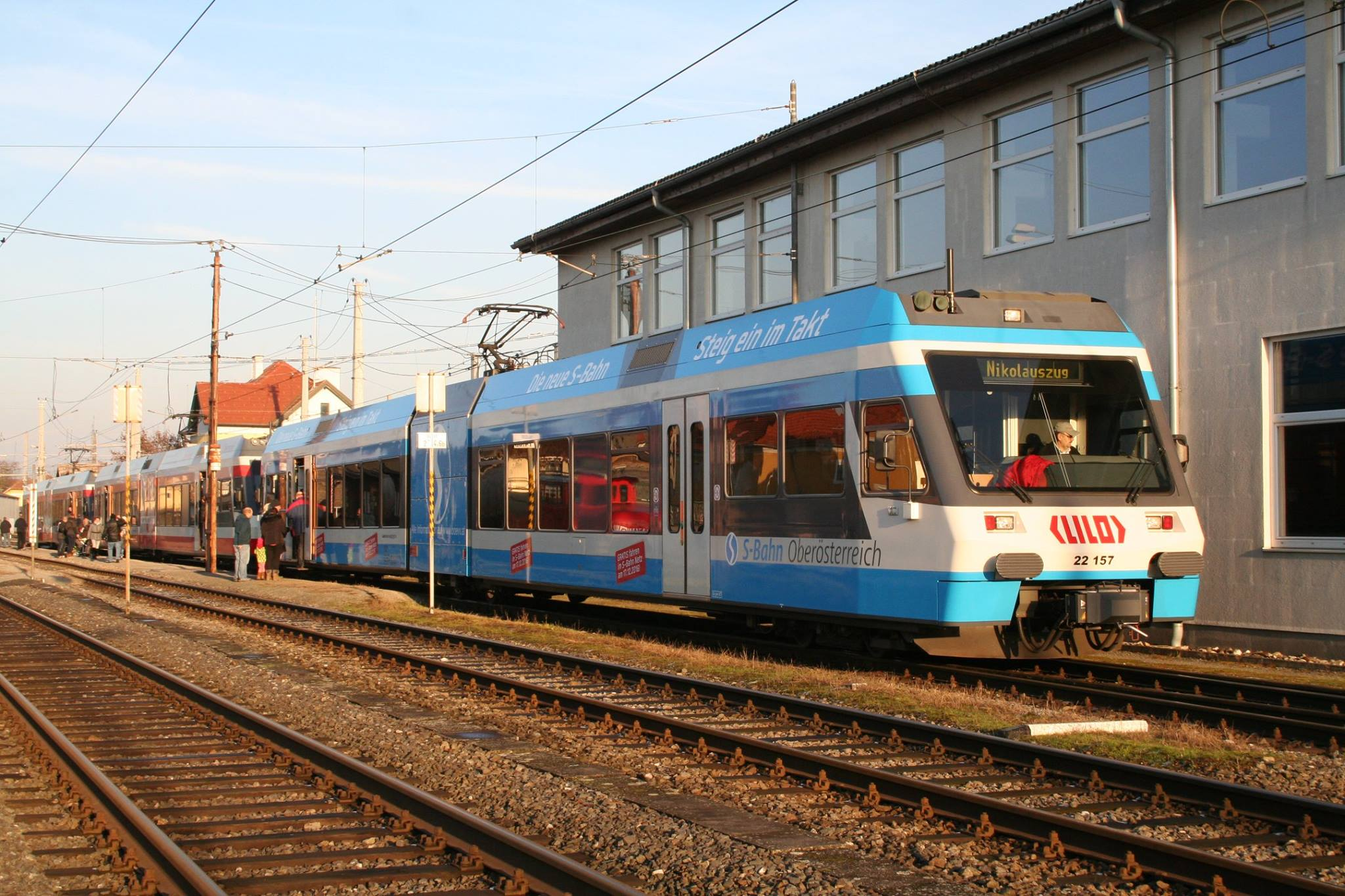
Eferding